# Charoides picticornis
Charoides picticornis är en skalbaggsart som först beskrevs av Bates 1865.  Charoides picticornis ingår i släktet Charoides och familjen långhorningar. Inga underarter finns listade i Catalogue of Life.